# Alchornea floribunda
Alchornea floribunda es una especie de planta medicinal perteneciente a la familia de las euforbiáceas. Es una planta originaria de Sudán, Uganda, Camerún, República Centroafricana, República del Congo, Guinea Ecuatorial (incl. Bioko), Gabón, Santo Tomé y Príncipe, la República Democrática del Congo, Costa de Marfil, Ghana, Guinea, Liberia, Nigeria y Sierra Leona.

## Descripción
Es un pequeño arbusto con hojas corto pecioladas, moderadamente firme, oblongas u oblongo-oblanceoladas, poco y  acuminadas, enteras o crenadas, con una base redondeada. Las inflorescencias masculinas en espigas paniculadas, rara vez simples, terminales. Las flores femeninas en espigas terminales laxas simples. El fruto en forma de cápsula de 3 celdas.

## Usos medicinales
La planta tiene propiedades psicodélicas y afrodisíacas. La raíz y la corteza en polvo se utiliza para la medicina tradicional.

## Principios activos
Compuesto que contiene Alchornea floribunda:
- Alchorneina, 	Planta
- Alchorneinona, 	Planta
- Alcaloides, Raíz, 12000 ppm
- Ácido antranílico, Planta
- Ácido gentisinico, Planta
- Isoalchorneina, Planta
- Yohimbina

## Taxonomía
Alchornea floribunda fue descrita por Johannes Müller Argoviensis y publicado en Journal of Botany, British and Foreign 2: 336. 1863.
Sinonimia